# Кутногорская Милена Милановна
Милена Милановна Кутногорская (24.12.2000 года рождения, место рождения-г.Туапсе) -тренер по плаванию, кандидат в мастера спорта. 
Специализация: обучение плаванию взрослых и детей с нуля, постановка техники, обучение стилям плавания. 
Образование: ЛГПУ им. П. П. Семёнова-Тяньшанского (2017–2022), ФГБУ «Федеральный центр подготовки спортивного резерва» Министерства спорта России (2024). 
Опыт работы: фитнес-клуб «Спартак» (2020–2022), фитнес-клуб «Swim&Gym» (2022–2025), с 2025 года — фитнес-клуб «Москва-98». 
По отзывам пользователей, Милена Кутногорская отличается индивидуальным подходом, учитывает уровень подготовки, физические возможности и цели каждого ученика, составляя оптимальную программу тренировок. 
Официальный сайт: https://kutnogorskaia.ru. 
Telegram-канал: https://t.me/swimgym_coach.